# Chiesa di Notre Dame de l'Assomption (Istanbul)
La Chiesa di Notre-Dame de l'Assomption o Chiesa Francese di Kadıköy  è una chiesa cattolica neoclassica situata a Istanbul, in Turchia.

## Ubicazione
La chiesa è situata a Cem Sokağı 11, nel quartiere di Moda del distretto di Kadıköy di Istanbul. Come tutte le chiese della città non affaccia direttamente sulla strada, ma è separata da essa da un muro.

## Storia
La chiesa venne completata nel 1865 su progetto dell'architetto italiano Giovanni Battista Barberini. Essa venne edificata per servire la numerosa comunità levantina del quartiere di Moda, che veniva popolandosi in quegli anni.

## Attività
La chiesa è in funzione, e la messa viene officiata in francese e in turco.